# Frozes
Frozes és un municipi francès situat al departament de la Viena i a la regió de la Nova Aquitània. L'any 2007 tenia 484 habitants.

## Demografia

### Població
El 2007 la població de fet de Frozes era de 484 persones. Hi havia 184 famílies de les quals 40 eren unipersonals (8 homes vivint sols i 32 dones vivint soles), 72 parelles sense fills, 68 parelles amb fills i 4 famílies monoparentals amb fills.
La població ha evolucionat segons el següent gràfic:
Habitants censats

### Habitatges
El 2007 hi havia 203 habitatges, 190 eren l'habitatge principal de la família, 4 eren segones residències i 9 estaven desocupats. 199 eren cases i 4 eren apartaments. Dels 190 habitatges principals, 167 estaven ocupats pels seus propietaris, 20 estaven llogats i ocupats pels llogaters i 3 estaven cedits a títol gratuït; 1 tenia una cambra, 3 en tenien dues, 21 en tenien tres, 52 en tenien quatre i 113 en tenien cinc o més. 166 habitatges disposaven pel capbaix d'una plaça de pàrquing. A 65 habitatges hi havia un automòbil i a 114 n'hi havia dos o més.

### Piràmide de població
La piràmide de població per edats i sexe el 2009 era:
| Homes | Edats   | Dones |
| ----- | ------- | ----- |
| 0     | 95 o +  | 0     |
| 0     | 90 a 94 | 0     |
| 4     | 85 a 89 | 4     |
| 4     | 80 a 84 | 0     |
| 16    | 75 a 79 | 12    |
| 4     | 70 a 74 | 12    |
| 0     | 65 a 69 | 0     |
| 12    | 60 a 64 | 4     |
| 4     | 55 a 59 | 12    |
| 24    | 50 a 54 | 12    |
| 4     | 45 a 49 | 8     |
| 20    | 40 a 44 | 8     |
| 32    | 35 a 39 | 28    |
| 8     | 30 a 34 | 12    |
| 16    | 25 a 29 | 8     |
| 0     | 20 a 24 | 12    |
| 0     | 15 a 19 | 8     |
| 16    | 10 a 14 | 16    |
| 32    | 5 a 9   | 16    |
| 12    | 0 a 4   | 12    |

## Economia
El 2007 la població en edat de treballar era de 299 persones, 254 eren actives i 45 eren inactives. De les 254 persones actives 239 estaven ocupades (121 homes i 118 dones) i 15 estaven aturades (9 homes i 6 dones). De les 45 persones inactives 16 estaven jubilades, 19 estaven estudiant i 10 estaven classificades com a «altres inactius».

### Ingressos
El 2009 a Frozes hi havia 193 unitats fiscals que integraven 504,5 persones, la mediana anual d'ingressos fiscals per persona era de 19.217 €.

### Activitats econòmiques
Dels 12 establiments que hi havia el 2007, 5 eren d'empreses de construcció, 1 d'una empresa de comerç i reparació d'automòbils, 1 d'una empresa d'informació i comunicació, 3 d'empreses de serveis, 1 d'una entitat de l'administració pública i 1 d'una empresa classificada com a «altres activitats de serveis».
Dels 6 establiments de servei als particulars que hi havia el 2009, 2 eren guixaires pintors, 1 fusteria, 1 electricista, 1 agència immobiliària i 1 saló de bellesa.
L'únic establiment comercial que hi havia el 2009 era una botiga de menys de 120 m².
L'any 2000 a Frozes hi havia 14 explotacions agrícoles que ocupaven un total de 332 hectàrees.

## Poblacions més properes
El següent diagrama mostra les poblacions més properes.